# 麓山寺
麓山寺位于湖南省长沙市岳麓区岳麓山的半山腰，左临清风峡和白鹤泉，背靠碧虚峰，寺庙包括山门、主殿和后殿三部分，现存主体建筑为1986年以后重修，属于明朝风格；现为岳麓山风景名胜区重要观光点。寺庙为佛教传入湖南保存最古老的一座寺庙。1983年被评为汉族地区佛教全国重点寺院。

## 历史

### 西晋
麓山寺始建于西晋泰始四年（268年），初名“慧光明寺”，为会稽郡剡县人（今浙江省嵊州市附近）竺法崇所建，自此湖南始有佛寺，故被称为“汉魏最初名胜，湖湘第一道场”之称。麓山寺是湖南佛教发源地。竺法崇之后有高僧法导、法愍二人曾接任主持大师。

### 隋朝
开皇九年（589年），智顗法师来到麓山寺讲经布道，宣扬《妙法莲华经》的“三谛圆融”奥义。仁寿时期，天竺上献佛陀舍利子，隋文帝在全国建佛寺供奉，岳麓山在仁寿二年（602年）也建立了佛塔保存舍利子。

### 唐朝

立於唐朝的麓山寺碑，在岳麓书院內

唐朝初期改名“麓山寺”。菏泽神会大师的弟子堪布摩诃衍禅师来麓山寺传经布教。后来堪布摩诃衍禅师远赴吐蕃（今西藏），与印度高僧莲花戒就佛教奥义论辩三年，史称“拉萨法诤”。会昌五年（845年），唐武宗灭佛时，麓山寺殿堂全部被毁，唐宣宗大中元年（847年），景岑禅师于旧址上重建，改名“麓苑”。
唐朝的文人骚客都来麓山寺参禅论道，杜甫、李邕、沈传师、唐扶、韦蟾、刘长卿、韩愈、宋之问、曹松、罗隐、喻凫、戎昱等文坛大家都相继留下诗作与墨宝。

### 元朝
元朝，麓山寺和岳麓书院都被元朝蒙古铁骑踏平，毁于兵火，一度荒废一百五十年之久。

### 明朝
成化年间，僧众和朝廷才恢复中断了一个世纪半之久的麓山寺。
万历年间，妙光大师和吉藩在清风峡寺旧址重建大雄宝殿、观音阁、万法堂、藏经楼等，明神宗赐名为“万寿寺”。
明末四大高僧之一的憨山德清曾来麓山寺传经布道。
崇祯十六年（1643年），麓山寺再度被在后金铁骑的战火中毁坏。

### 清朝
清朝顺治十五年（1658年），朝廷重修麓山寺。先后在智檀、文惺主持下，进行过几次大修。清朝出了智檀、文惺、弥嵩、天放、笠云五大诗僧。

### 中华民国大陆时期
民国初年复名“古麓山寺”；中国抗日战争时期，1944年，弥勒殿、大雄宝殿、禅堂和斋堂等大部分建筑被被日军飞机炸毁，仅存山门、观音阁、虎岑堂等建筑。

### 中华人民共和国
文化大革命以前曾有7名僧人住寺，文化大革命期间佛教活动中止。
1983年，麓山寺被国务院确定为汉族地区佛教全国重点寺院，寺庙被移交给长沙市佛教协会管理，之后由政府拨款重修了大雄宝殿、弥勒殿、讲堂、禅堂。
1994年8月，释圣辉任驻寺方丈。1999年经国家宗教局批准该寺创办湖南第一所佛教院校。
2013年5月10日起，经中国佛教协会副会长、湖南省佛教协会会长、麓山寺方丈释圣辉发起，麓山寺、玉泉寺、铁炉寺、松柏寺、洗心禅寺、石霜寺、雁峰寺、万福寺、南台寺、福严寺、大善寺、上封寺、海会寺等29座湖南省佛寺同时取消了门票，免费向游客开放，以此抵制商业化。

## 建筑
麓山寺全盛时期为唐朝，其时规模宏大，头山门达湘江之滨，二山门位于今岳麓山公园正门入口处，大雄宝殿则在今岳麓书院处，前有放生池，两侧为钟楼和鼓楼，沿清风峡回廊而上，经舍利塔、观音阁、藏经楼、讲经堂、法华泉，直至山顶之法华台，唐代大诗人杜甫称其为“寺门高开洞庭野，殿脚插入赤沙湖”。
现存山门、弥勒殿、大雄宝殿、观音阁等建筑。
- 山门
- 弥勒殿
- 大雄宝殿
- 大雄宝殿
- 观音阁
- 观音阁
- 阿弥陀佛
- 千手千眼观音像
- 罗汉和尊者

## 著名僧侣

### 晋朝
- 竺法崇（麓山寺开山宗长）
- 法导
- 法愍

### 隋朝
- 智顗法师

### 唐朝
- 堪布摩诃衍禅师

### 明朝
- 妙光大师
- 憨山德清

### 清朝
- 智檀
- 文惺
- 弥嵩
- 天放
- 笠云

### 中华人民共和国
- 释圣辉，1994年8月至2019年11月14日任方丈。
- 释永兴，2019年11月15日至今任方丈。